# استقلال الكنيسة الأوكرانية الأرثوذكسية

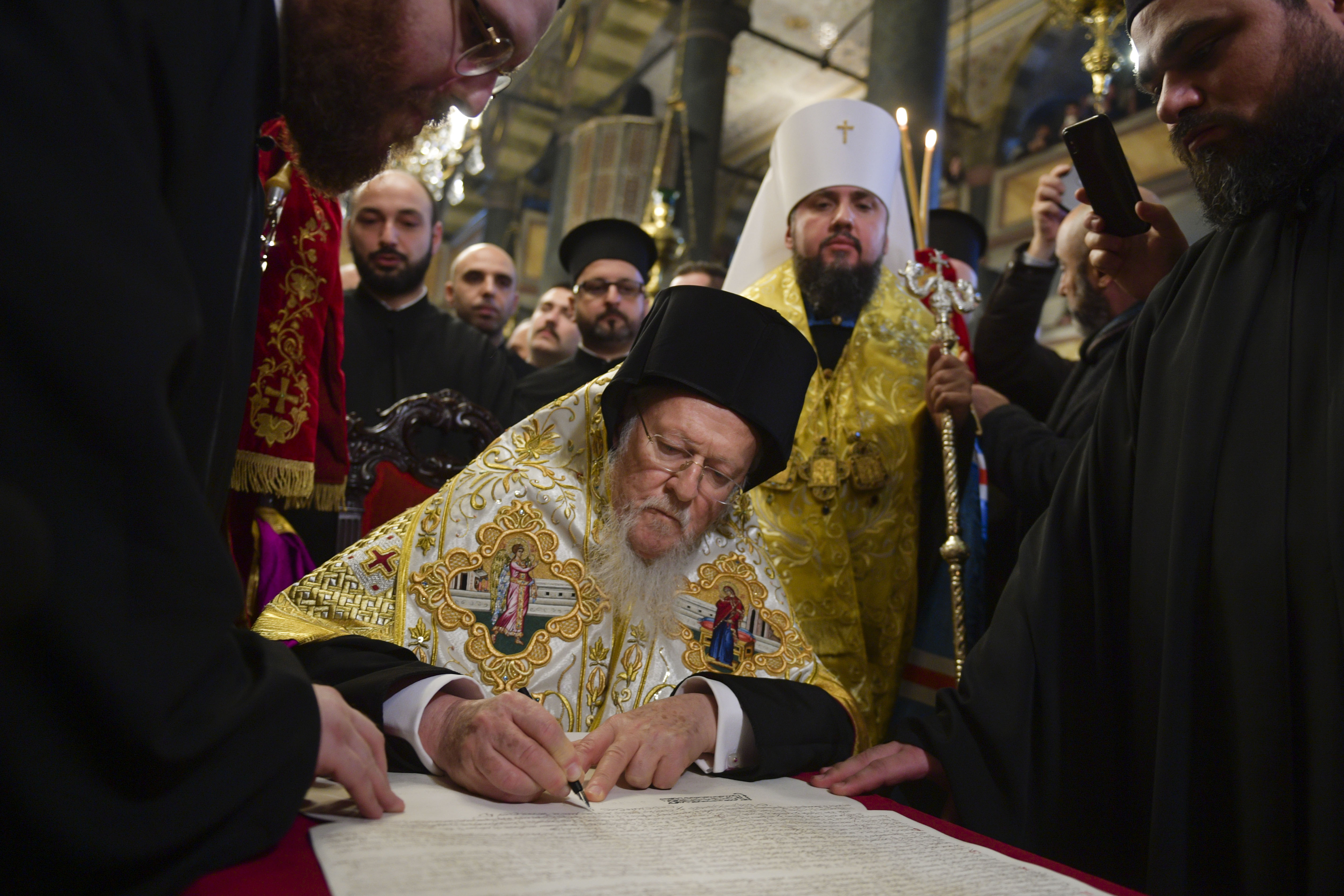
البطريرك برثلماوس الأول يوقع وثيقة توموس، والمتروبوليت إبيفانوس (يرتدي الزي الكنسي كلوبوك) من خلفه.

أعلن المجمع الكنسي للبطريركية المسكونية في 11 أكتوبر من عام 2018 أنه سيقوم بمنح حكم ذاتي  للكنيسة الأوكرانية، مما يجعلها مُستقلة عن الكنيسة الروسية الأرثوذكسية، وقاد هذا القرار المجمع الكنسي للكنيسة الأرثوذكسية الروسية إلى قطع التواصل مع البطريركية المسكونيّة في 15 أكتوبر من عام 2018، الذي شكّل بداية شقاق موسكو - القسطنطينية عام 2018. في 15 ديسمبر من عام 2018، شُكلت الكنيسة الأرثوذكسية في أوكرانيا بعد مجلس التوحيد. في الخامس من يناير عام 2019، وقّع برثلماوس الأول، بطريرك القسطنطينية المسكوني، على وثيقة توموس والتي اعترفت رسمياً بالكنيسة الأرثوذكسية الأوكرانية المشكلة حديثاً وأقامتها بشكلٍ ذاتيٍ أي الحكم الذاتي.

## خلفية
يدّعي البطريرك المسكوني في القسطنطينية أنه الزعيم الأول والممثل الدولي للكنيسة الأرثوذكسية الشرقية، وتنقسم الكنيسة جغرافياً إلى عدة كنائس محلية مستقلة إلى حدٍ كبير، لكل منها قائدها الخاص (البطريرك، أو المطران).
بعد فترة وجيزة من حصول أوكرانيا على استقلالها، طلب بعض رؤساءها من البطريركية المسكونية منح أوكرانيا كنيسةً متميزةً عن بطريركية موسكو.

### ثلاث كنائس أرثوذكسية في أوكرانيا
منذ نهاية القرن العشرين، وجدت ثلاث ولايات أرثوذكسية في أوكرانيا.
- الكنيسة الأرثوذكسية الأوكرانية (بطريركية موسكو): هي جزءٌ من الكنيسة الأرثوذكسية الروسية وبالتالي تقع في عهد بطريركية موسكو، وكانت هذه الكنيسة حتى 11 أكتوبر 2018، الكنيسة الأرثوذكسية الوحيدة في أوكرانيا المُعترف بها من قبل الكنائس الأرثوذكسية الأخرى.
- الكنيسة الأوكرانية الأرثوذكسية الأوكرانية: يقودها متروبوليتان ماكاري، كانت مستقلة، تأسست في عام 1921 بعد إنشاء جمهورية أوكرانيا الشعبية قصيرة العمر، ونجا الاتحاد السوفييتي سواء خارج أو داخل البلاد.
- الكنيسة الأرثوذكسية الأوكرانية - بطريركية كييف: بقيادة البطريرك فيلاريت من كييف، وهي كنيسة مستقلة تأسست في يوليو 1992. في يناير 1992، بعد أن حصلت أوكرانيا على استقلالها عن الاتحاد السوفيتي في أعقاب انحلالها، عقد متروبوليت كييف فيلاريت من الكنيسة الأوكرانية الأرثوذكسية (بطريركية كييف)،[3] اجتماعًا في كييف Pechersk Lavra الذي تبنى طلبًا للحصول على صوت ذاتي إلى بطريرك موسكو.[4][5] ولم تلتزم بطريركية موسكو وطلبت من فيلاريت الاستقالة.[6] لم يستقيل Filaret وتم تعليقه في 27 مايو 1992 من قِبل UOC-MP.[7] قام الأساقفة الموالون لمتروبوليت فيلاريت ومجموعة مماثلة من الكنيسة الأرثوذكسية الأوكرانية بتنظيم مجمعٍ سينمائيٍ موحّدٍ عُقد في 25-26 يونيو 1992. اتفق المندوبون على تشكيل كنيسة مشتركة تسمى الكنيسة الأرثوذكسية الأوكرانية - بطريركية كييف تحت قيادة البطريرك، البطريرك مستيسلاف من UAOC.[8] لم توافق Mstyslav على الاتحاد بين UAOC و UOC-KP.[9] تم تفكيك فيلاريت في 11 يوليو 1992 من قبل الكنيسة الأرثوذكسية الروسية. بعد وفاة البطريرك مستيسلاف في عام 1993، كانت كنيسة UOC-KP برئاسة البطريرك فولوديمير. في يوليو 1995، عند وفاة فولوديمير، تم انتخاب فيلاريت رئيسًا لـ UOC-KP بتصويت 160-5. وفيلاريت لعن من قبل الكنيسة الأرثوذكسية الروسية في عام 1997.[10]

لم يتم الاعتراف ب UAOC و UOC-KP من قبل الكنائس الأرثوذكسية الأخرى وكانت تعتبر انشقاقية. ذكر مسئولو ROC أن حرمة Filaret «معترف بها من قبل جميع الكنائس الأرثوذكسية المحلية بما في ذلك كنيسة القسطنطينية». لقد أدرك سينودس البطريركية المسكونية، في خطابٍ أرسله إلى البطريرك أليكسي الثاني في يوليو عام 1992، إزالة الصقيع لفيلاريت من قبل ROC ، وأدرك البطريرك المسكوني حرم فيلاريت في خطاب أبريل 1997 إلى البطريرك أليكسي الثاني.
في 11 تشرين الأول / أكتوبر 2018، رُفعت حالات الطرد من UAOC و UOC-KP، ومع ذلك، لم تعترف البطريركية المسكونية بـ UAOC ولا UOC-KP بأنها شرعية، ولم يُعترف بزعمائها كرئيسيات للكنائس الخاصة بهم. اعتبارا من 15 ديسمبر 2018، لم تعد قائمة UAOC و UOC-KP قد اندمجت مع بعض أعضاء UOC-MP لتشكيل الكنيسة الأرثوذكسية في أوكرانيا. لا يزال UOC-MP موجودًا. لدى UOC-MP 12,064 أبرشية نشطة، وكان UOC-KP 4,807، وكان UAOC 1,048.